# Gagaouze des Balkans
Cet article concerne la langue gagaouze des Balkans. Pour le gagaouze parlé plus au Nord, voir Gagaouze.
Le gagaouze balkanique aussi appelé turc balkanique (autonyme Rumeli Türkçesi), est parlé en Thrace orientale, en Grèce et dans les régions de Kumanovo et Bitola en Macédoine du Nord par des turcophones chrétiens appelés Gök-Oğuz ou Gagaouzes. Les dialectes sont le gaçalien, le guerlovien, le karamanlı, le kızılbaş, le surguç, le tozlukien et le yorük. Le gagaouze balkanique est proches du gagaouze parlé dans le Boudjak, en Ukraine et en Moldavie (Gagaouzie) et du turc, mais néanmoins bien distinct.